# Deutsche Botschaft Peking

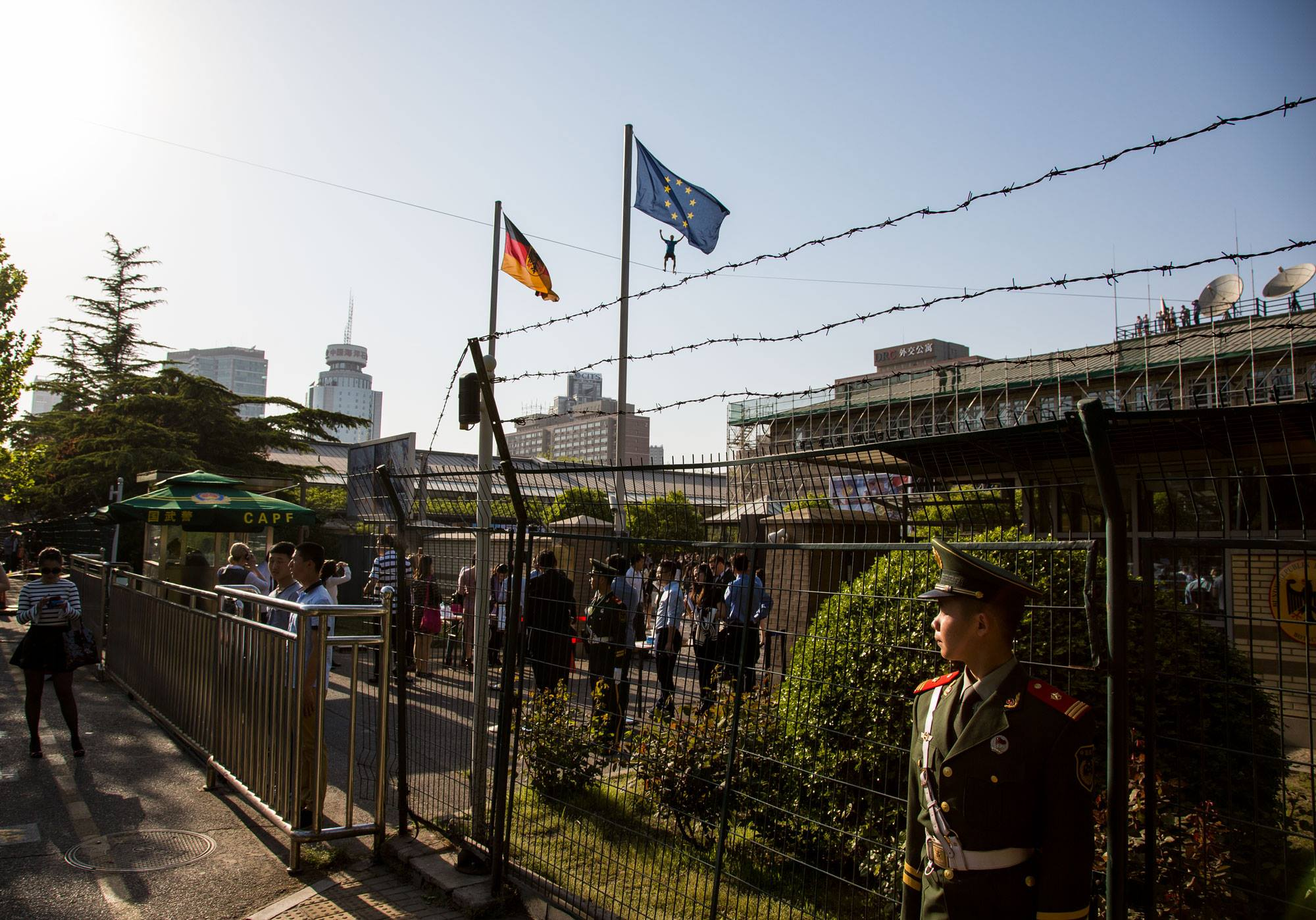
Äußerer Eingangsbereich der Botschaft Peking

Die Deutsche Botschaft Peking ist die diplomatische Vertretung der Bundesrepublik Deutschland in der Volksrepublik China. Mit rund 240 Beschäftigten, davon etwa die Hälfte Ortskräfte, zählt sie zu den größten deutschen Auslandsvertretungen. Seit 2022 ist Botschafterin Patricia Flor Leiterin der Vertretung.

## Lage und Gebäude
Die Botschaft hat ihren Sitz im nordöstlichen Chaoyang Distrikt der chinesischen Hauptstadt Peking. Die Straßenadresse lautet: 17 Dongzhimenwai Dajie, Beijing, 100600.
Die Vertretungen von Kanada und Australien liegen in direkter Nachbarschaft.
An der Kreuzung Dongzhimenwai Dajie/Xindong Lu wurde 1998 die vom Architektenbüro KBK Belz Lutz entworfenen, 51 Millionen Euro teuren Baulichkeiten (Kanzlei und Residenz) fertiggestellt. Es handelt sich um einen dreigeschossigen, quadratischen Bürobau mit Atrium-Innenhof. Die Residenz des Botschafters ist zweigeschossig und öffnet sich von den Empfangsräumen im Erdgeschoss über eine Terrasse zum Garten. Straßenseitig zur Xindong Lu sind Dienstwohnungen und Aufenthaltsräume für die örtlich beschäftigten Mitarbeiter errichtet. Eine Tiefgarage bietet Parkraum. Der Schalterbereich von Visa- und Passstelle ist von der Nordseite (Sanlitun West 5 Street) gesondert zugänglich.
Als Kunst am Bau wurden zwischen 1994 und 1998 folgende Werke installiert:
- Thomas Kaminsky: Ölbilder und Holzschnitte
- Michael Croissant: »Kontemplativer Mittelpunkt«, Bronzeplastik
- Frank Dornseif: »Schattenmann«, Eisenrohr und Stahlplatte

Der Büroraum erwies sich bald als zu klein für die wachsenden Anforderungen. Es erfolgten Anmietungen außerhalb des Botschaftsgeländes (z. B. für Teile der Verwaltung und die Regionalarztstelle) und im Jahr 2008 erfolgten Aus- und Umbaumaßnahmen.

## Auftrag und Gliederung

### Überblick
Die Botschaft Peking hat den Auftrag, die bilateralen Beziehungen zum Gastland China in allen Bereichen zu pflegen, die deutschen Interessen gegenüber der chinesischen Regierung zu vertreten und die Bundesregierung über Entwicklungen in der Volksrepublik China zu unterrichten.

Im Rechts- und Konsularreferat besteht eine Pass- und eine Visastelle. Deutschen Staatsangehörigen, die in China ansässig sind, werden alle konsularischen Dienstleistungen angeboten. Für konsularische Notfälle besteht ein Rufbereitschaftsdienst. Chinesische Staatsangehörige können Anträge auf Erteilung eines Schengen-Visums bei einem externen Dienstleistungsunternehmen einreichen. Nach Vorprüfung auf Vollständigkeit werden diese in der Visastelle der Botschaft ebenso wie Anträge auf nationale Visa (Aufenthalt mehr als 90 Tage) bearbeitet.

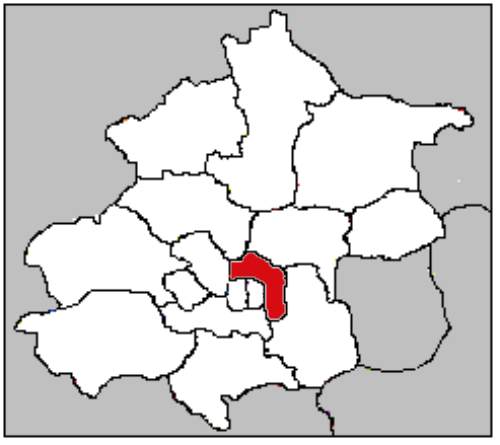
Lage des Chaoyang District in Peking

### Gliederung
Die Botschaft gliedert sich wie folgt:
- Politische Abteilung (mit Protokollsachbearbeitung)
- Wirtschaftsabteilung (mit Referenten für Finanzen, Wissenschaft, Umwelt und Energie)
- Militärattachéstab
- Kulturreferat
- Referat für Presse- und Öffentlichkeitsarbeit
- Referat für Rechts- und Konsularangelegenheiten mit Pass- und Visastelle
- Regionalarztstelle[9]
- Verwaltung[2]

Ferner sind Verbindungsbeamte des BKA, der Bundespolizei und des ZKA in der Botschaft tätig.

### Generalkonsulate
Die Bundesrepublik Deutschland unterhält folgende Generalkonsulate im Amtsbezirk der Botschaft Peking:
- Generalkonsulat Chengdu (eröffnet 2002; Provinzen Sichuan, Guizhou, Yunnan und die regierungsunmittelbare Stadt Chongqing)
- Generalkonsulat Hongkong (bestehend seit 1953, bis 1997 der Botschaft London unterstellt; Hongkong sowie Macau)
- Generalkonsulat Kanton (eröffnet 1992; Provinzen Fujian, Guangdong, Hainan sowie das Autonome Gebiet der Zhuang-Nationalität Guangxi)
- Generalkonsulat Shanghai (eröffnet 1982; e regierungsunmittelbare Stadt Shanghai sowie die Provinzen Jiangsu, Zhejiang und Anhui)
- Generalkonsulat Shenyang (eröffnet 2012; Provinzen Liaoning, Jilin und Heilongjiang)

## Geschichte

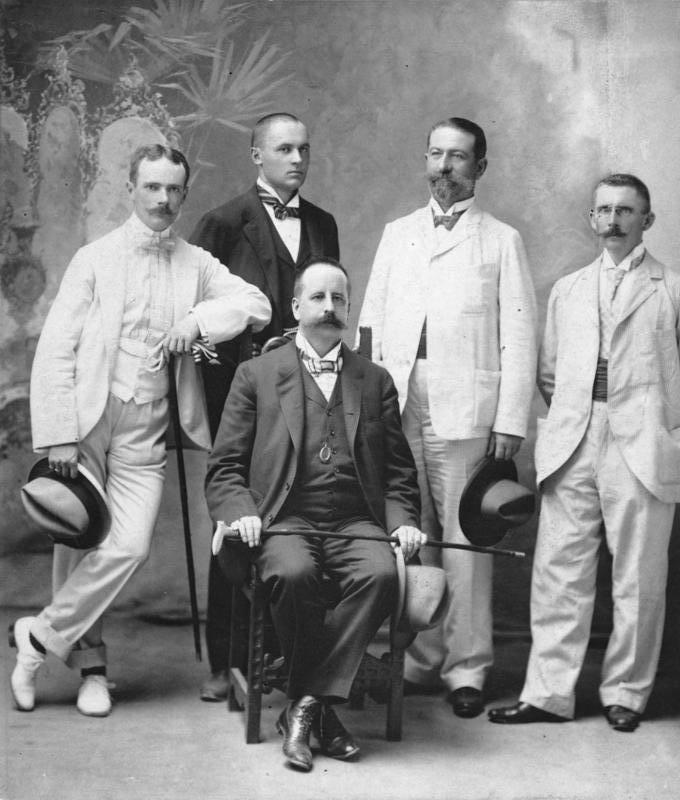
Mitglieder der deutschen Gesandtschaft in Peking (China) 1900: Legationssekretär Dr. Gustav von Bohlen und Halbach (der spätere Chef der Krupp-Werke), Kammerdiener Anton Goebel, Gesandter Alfons Mumm von Schwarzenstein, Legationsrat Freiherr von der Goltz und Legationskanzlist Dobrikow (v. l. n. r.)

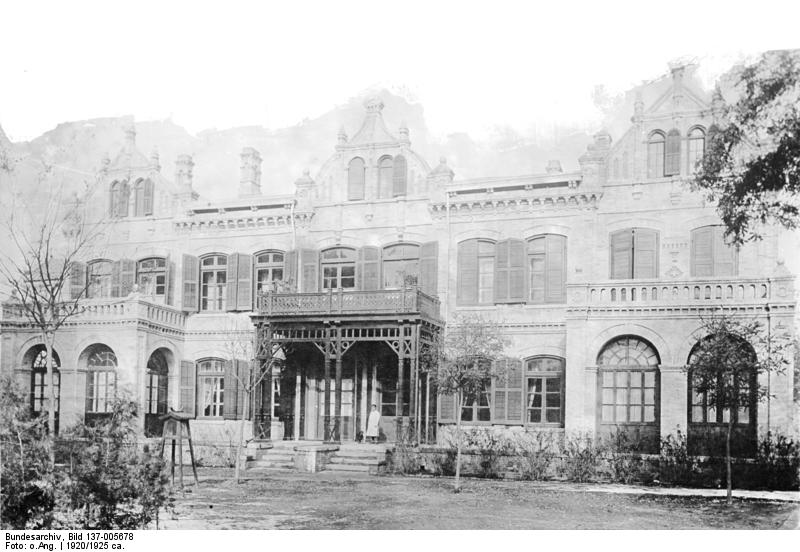
Deutsches Gesandtschaftsgebäude in Peking 1920

In der zweiten Hälfte des 19. Jahrhunderts wurde in Peking eine Gesandtschaft des Deutschen Reichs eingerichtet. Die ausländischen Gesandtschaften befanden sich in unmittelbarer Nähe der Verbotenen Stadt, in der die Kaiserinwitwe Cixi residierte und grenzte im Süden an die mächtige Tatarenmauer. Im Jahr 1900 wurde der deutsche Gesandte Clemens von Ketteler ermordet, was den Beginn der Belagerung des Pekinger Gesandtschaftsviertels darstellte.
Mit Abbruch der diplomatischen Beziehungen zu China wurde die Gesandtschaft am 25. März 1917 aufgelöst und erst im Jahr 1928 wieder errichtet. Der Leiter erhielt den Rang eines Botschafters und folgte der chinesischen Regierung bis 1945 nach Nanjing.

Die Bundesrepublik Deutschland und die Volksrepublik China nahmen erst im Jahr 1972 diplomatische Beziehungen auf. Der Bundesrepublik wurde ein Botschaftsgebäude in der Dongzhimenwai Dajie (östlich des späteren Neubaus) zur Verfügung gestellt.

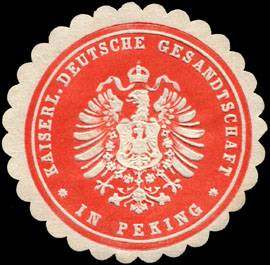
Siegelmarke Kaiserlich Deutsche Gesandtschaft in Peking

Die DDR hatte am 25. Oktober 1949 diplomatische Beziehungen mit der Volksrepublik China aufgenommen und war seit dem Jahr 1950 mit einem Botschafter vertreten. Ihre Botschaft lag in der Sanlitun East 3 Road, beide Vertretungen lagen nur circa 500 m voneinander entfernt. Im Zuge der deutschen Wiedervereinigung 1990 wurde aus den Gebäuden der DDR Botschaft das Haus 2 der deutschen Botschaft. Es nahm das Referat für Rechts- und Konsularangelegenheiten mit Pass- und Visastelle und die Wirtschaftsabteilung mit Handelsförderungsstelle auf. Im recht großzügigen Garten befanden sich einige Dienstwohnungen und die Räume der Regionalarztstelle. Der Volksrepublik China stand in der DDR im Rahmen der Gegenseitigkeit eine Liegenschaft in Berlin-Karlshorst zur Verfügung; sie verlegte im Jahr 1983 ihren Sitz nach Berlin-Niederschönhausen im Bezirk Pankow.
In der Bundesrepublik Deutschland befand sich die Botschaft der VR China zunächst in Niederbachem bei Bonn; 1984 wurde die Botschaft in die Kurfürstenallee nach Bonn-Bad Godesberg verlegt. In Verhandlungen über die Herstellung der Gegenseitigkeit in der Frage der Liegenschaften nach der Wiedervereinigung fiel der deutschen Seite ein Gelände im dritten Botschaftsviertel in der Liangmaqiao Lu zu, das für ein von Meinhard von Gerkan entworfenes Dienstwohnungsgebäude und die Deutsche Botschaftsschule genutzt wird.